# Sereno Watson
Sereno Watson (East Windsor Hill, Connecticut, 1. prosinca 1826. – Cambridge, Massachusetts, 9. ožujka 1892.) je bio američki botaničar.
Diplomirao je na sveučilištu Yale 1847. godine. Nakon toga se bavio nekolicinom zanimanja dok se nije pridružio ekspediciji Clarencea Kinga u Kaliforniji i vremenom postao njegov ekspedicijski botaničar. Asa Gray ga je postavio na mjesto pomoćnika u herbariju sveučilišta Harvard 1873. godine. Poslije je postao kuratorom iste ustanove, dužnosti koju je obnašao do kraja života.
Kad se citira Watsonov prinos botaničkom imenu, rabi se oznaka S.Watson.

## Djela
- Botany, in Report of the geological exploration of the 40th parallel made ... by Clarence King, 1871.
- djela S. Watsona i o S. Watsonu na WorldCatu : on WorldCat  Arhivirana inačica izvorne stranice od 9. prosinca 2012. (Wayback Machine)

## Vanjske poveznice
- Gray Herbarium  Arhivirana inačica izvorne stranice od 23. kolovoza 2006. (Wayback Machine) Životopis
- Osmrtnica